# Sultanat du Nedjd
1921–1925
Entités précédentes :
- Émirat du Nedjd et du Hassa
- Émirat de Haïl

Entités suivantes :
- Royaume du Nedjd et du Hedjaz

Le sultanat de Nedjd (en arabe : سلطنة نجد) fut la deuxième incarnation du troisième État saoudien. Il est le résultat de la transformation de l'émirat du Nedjd et du Hassa par Abdelaziz ibn Saoud, de la dynastie saoudienne, qui se déclare en 1921 sultan du Nejd et de ses dépendances. En 1926, le sultanat élargit son territoire par l'invasion et l'annexion du royaume du Hedjaz. L'union politique du royaume du Nedjd et du Hedjaz est déclarée, avec Abdelaziz ibn Saoud comme roi. En 1932, le sultanat est incorporé au royaume d'Arabie saoudite.